# Hans Lietzmann

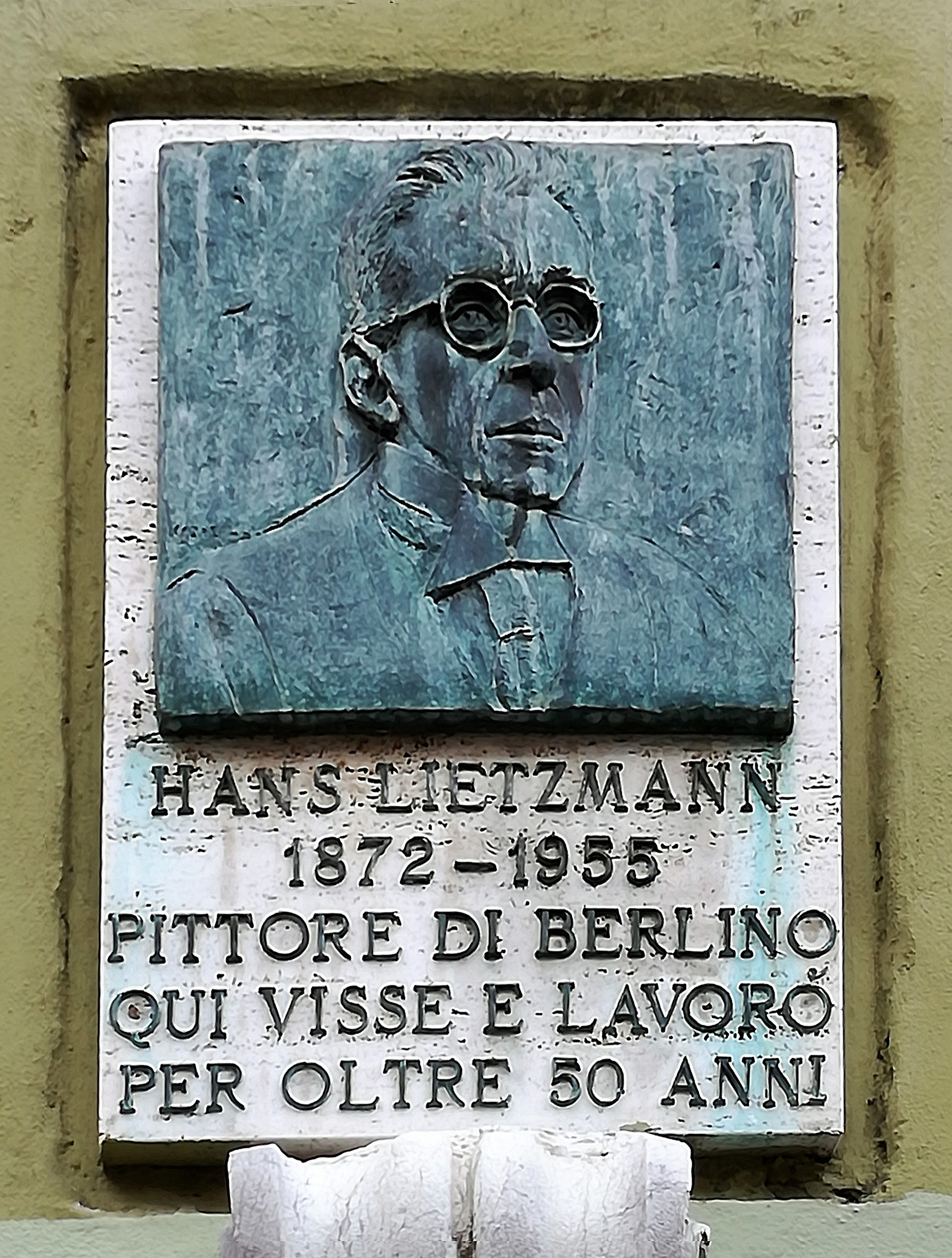
Targa commemorativa a Torbole sul Garda

Hans Lietzmann (Berlino, 2 aprile 1872 – Torbole sul Garda, 4 settembre 1955) è stato un pittore e disegnatore tedesco.

## Biografia
Hans Lietzmann nacque a Berlino il 2 aprile 1872 da una famiglia borghese di profonde tradizioni luterane. A soli due anni, nel 1874, gli morì la madre e nel 1880 perse anche il padre. Insieme al fratello venne allora affidato al pastore luterano Janke. A Berlino, dal 1882 studiò allo Joachimsthalsche Gymnasium e dal 1889 frequentò l'Accademia delle arti, che lasciò nel 1894 per continuare gli studi come autodidatta. In quello stesso anno, su suggerimento dei suoi maestri, espose in un'importante mostra a Berlino il suo primo quadro, I discepoli di Emmaus. Nel 1896 ricevette una menzione particolare al premio Roma sempre con un quadro a carattere biblico. Si trasferì quindi a Monaco di Baviera, dove si dedicò anche al bel canto come baritono.

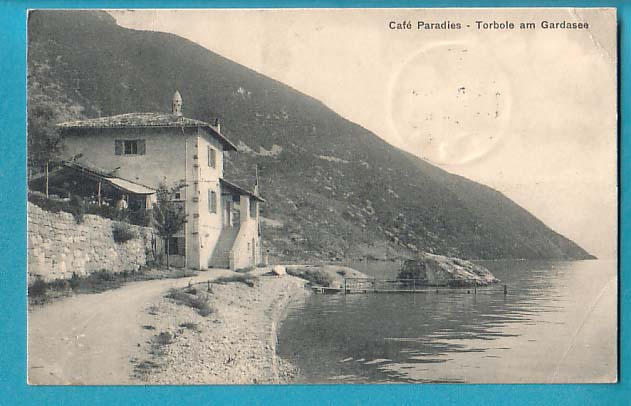
Cartolina d'epoca (1906 circa) raffigurante il Caffè Paradiso (Café Paradies), residenza di Hans Lietzmann a Torbole sul Garda.

All'epoca, le sponde trentine del lago di Garda facevano ancora parte del territorio austriaco e Lietzmann le aveva già visitate una prima volta da bambino (nel 1879) insieme con il padre, per poi tornarvi in convalescenza nel 1884-1885 alloggiando a Riva del Garda presso una prozia che vi risiedeva. Rimase talmente attratto dalla dolcezza del clima, dalla luce e dai colori di quei luoghi che nel 1899 decise di trasferirsi a Torbole sul Garda, dove acquistò una proprietà sul lago con annessa una villa sulla spiaggia che chiamò Caffè Paradiso e in cui organizzò una scuola di "nudo maschile all'aperto".
Conosciuta da numerosi artisti che affrontavano il "viaggio in Italia" sulle orme di Goethe, la scuola divenne ben presto nota e apprezzata. Frequentata soprattutto da germanofoni, da essa usciranno numerosi pittori di talento. Fra i molti artisti che frequentarono Torbole sul Garda in quel periodo, si possono ricordare il professor Hans W. Schmidt, Heinrich Deuchert, Robert Schultze, Georg Macco, Paul Flickel, Alfred Glatz, Hermann Drück, Otto Hamel, Rudolph Andrée, Hildegard Lang, il professor Bruno Bielefeld, Oskar Popp, H. Kindler, Ludwig Hofelich, Albert Wunderlich, Eduard Weichberger, Jacob Meyer, Hermann Kaulbach, Karl Digel, Fritz Stattler, Andreas Roth, Karl Kröner,  Thomas Leitner e Heinz Schmidt-Rom.

Veduta del lago di Garda dall'interno della proprietà di Hans Lietzmann a Torbole (cartolina risalente al 1906 circa).

Fino al 1915 trovò fortuna ed apprezzamento in tutto il lago di Garda dipingendo e disegnando svariate località e frequentando assiduamente la grande comunità germanofona e mantenendo costanti rapporti con la sua patria. Sempre attratto dai soggetti biblici compose una serie di quadri sul nuovo testamento per chiese e musei tedeschi. Arruolato come disegnatore militare allo scoppio della prima guerra mondiale nell'esercito tedesco sul fronte francese (sicuramente ad Autrecourt nel 1918) celebrò con apprezzabili dipinti l'avvento dell'aeronautica nel conflitto. Ricordiamo il quadro dedicato alla squadriglia di Freiherrn von Richthofen detto il "Barone Rosso".
Dopo la guerra perse, a causa dell'esprorio forzoso delle proprietà di stranieri, promulgato dal regime fascista, tutti i suoi beni in riva al lago di Garda. Nonostante questo decise di tornare a Torbole dal 1925 e continuare a dipingere seppure in estrema ristrettezza. Ricordiamo il suo delicato restauro della pala dell'altare della chiesa di Torbole sul Garda del Gianbattista Cignaroli, rovinata da una scheggia di bomba durante il conflitto.

Hans Lietzmann si adoperò insieme ad illustri artisti e scienziati dell'epoca con una petizione affinché fosse abolito il paragrafo 175  della legge tedesca  del 1925  che puniva l'omosessualità. Il Paragrafo 175, noto formalmente come §175 StGB, era una misura del codice penale tedesco in vigore dal 15 maggio 1871 al 10 marzo 1994. Esso considerava un crimine gli atti omosessuali tra uomini.
Nel 1927 pubblica a Berlino il libro Aus dem Leben Jesu. Nello stesso periodo e fino al 1930 realizza 9 ritratti di Rettori dell'Università di Tubinghen. Nel 1928 è pubblicata la sua guida di Torbole in tedesco. Nel 1937 scrive una sua autobiografia a Torbole. 
Durante la seconda guerra mondiale si fermò sul lago e fu protagonista della salvezza di Torbole allorché nell'aprile del 1945 gli americani attaccarono le sponde settentrionali ed i tedeschi minacciavano una strage di civili. Visse quasi in povertà gli ultimi anni di vita e fu sepolto con rito protestante nel camposanto di Torbole sul Garda.
Ricordato nel 1985 al trentennale della morte con una ricca mostra-catalogo dall'amministrazione comunale, commemorato con una via cittadina a lui intitolata a Riva del Garda, e sempre più apprezzato e quotato nell'aste di tutto il mondo per il suo magico rapporto con la luce del mattino e del tramonto magnificamente interpretata nei suoi quadri ed acquarelli. Nel 2006 viene pubblicato un libro-catalogo in occasione della mostra "Hans Lietzmann" curata in collaborazione tra comuni di Arco e Torbole sul Garda.
Ha lasciato un dettagliato diario di oltre 4000 pagine di ostica calligrafia, conservato dagli amici della associazione culturale la "Giurisdizione di Penede" di Nago-Torbole.

### Attività pittorica

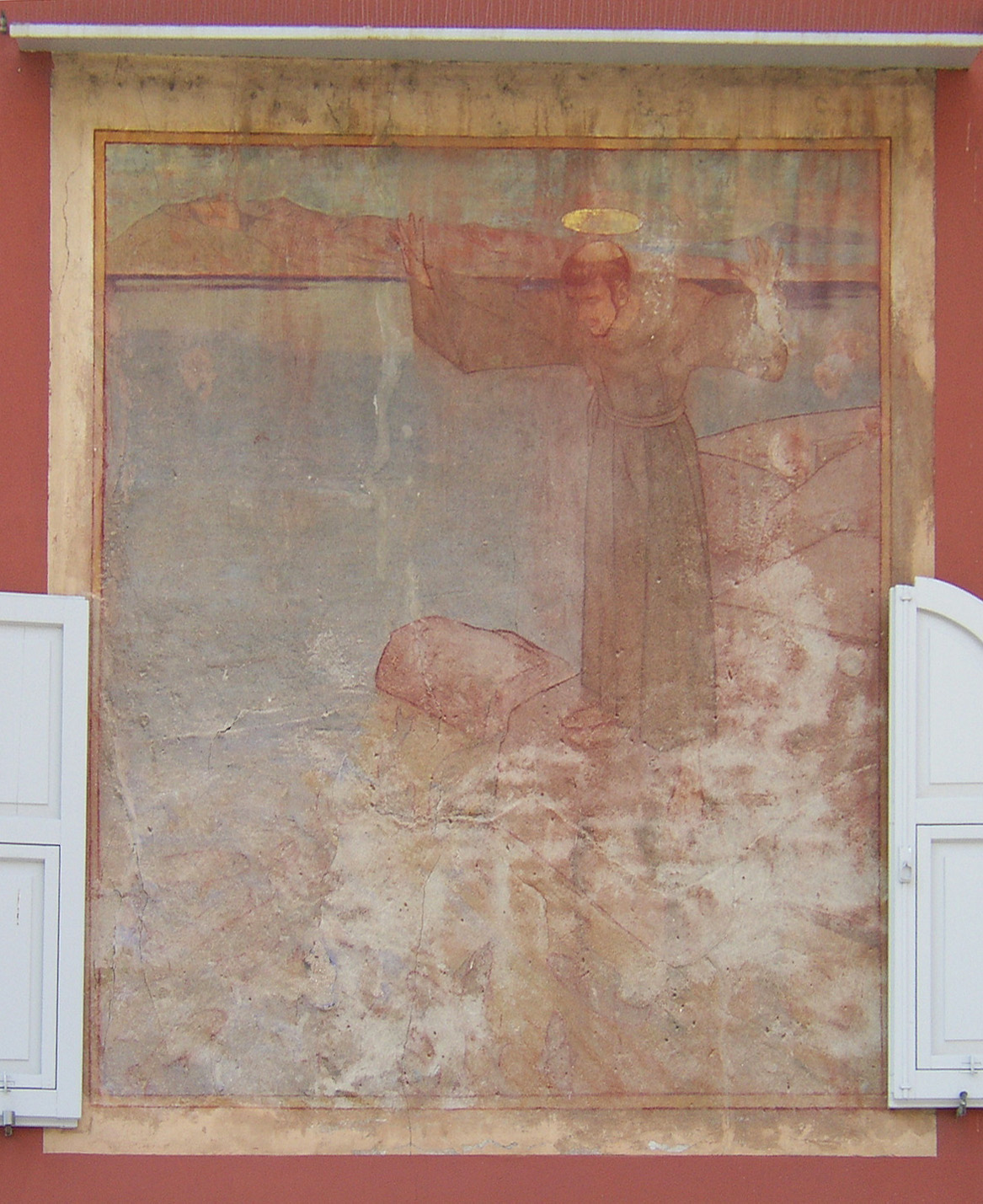
Affresco Sant'Antonio che parla ai pesci.

Hans Lietzmann partecipò regolarmente alle  esposizioni del Glaspalast di Monaco, dove in quegli anni espongo i migliori pittori del  tempo da Klimt a Schiele, da Segantini a von Stuck, ecc.  Col tempo comincia a realizzare,  accanto ai prediletti argomenti profani, dipinti e xilografi a tema sacro, come  la serie dell'Apocalisse (1915) e della Passione (1916). L'ultima grande commissione  è la serie di sessanta dipinti ispirati al Nuovo Testamento, realizzati dal pittore  tra il 1924 e il 1929 su commissione dalla Preußische Haupt-Bibelgesellschaft  di Berlino e oggi conservati nel Märkisches Museum di quella città. La tecnica a  tempera fu molto congeniale al pittore che ottenne effetti di particolare luminosità esecutiva. 
Continuò la sua attività fino a tarda età, dedicandosi soprattutto al ritratto. Mai compare un colore accecante sulla tavolozza di Hans Lietzmann, spesso invece bagliori talvolta misteriosi della luce del sud. I colori che avvinsero il nostro pittore già in tenera età al suo primo incontro con il lago di Garda. Scenari immersi in tenue pennellate sembrano vibrare, sfocati, nonostante le splendide giornate estive o le rosse serate autunnali rappresentate. Le stagioni rivivono nei quadri del Lietzmann in un gioco di contrasti ed idilliaci rimembranze. Con la semplicità disarmante l'artista ci dona il suo sentire. Il paesaggio gardesano rivisitato attraverso una visione jugendstil, fortemente decorativa e simbolica, diviene una costante nei suoi soggetti a tema religioso. Soprattutto dagli anni Venti il Garda diventa lo sfondo delle sue composizioni sacre. Tra il 1940 e il 1945 indaga il genere del ritratto raffigurando, anche, molti abitanti di Torbole. I ritratti coincidono con una visione diretta della realtà e di quella quotidianità fatta di piccole cose che rende familiare il soggetto all'osservatore. Fino allo scoppio della Grande Guerra Lietzmann rappresenta nei suoi paesaggi una natura luminosa e vibrante, che si può trovare nelle atmosfere terse del giorno: dove l'acqua diventa cielo e la luce palpita.

## Opere
- Mostra permanente, con ingresso libero, di opere di Hans Lietzmann presso Hotel Benaco di Torbole.
- Ritratto ad olio Conte Luigi Gianfilippi
- Grande affresco "San Antonio che parla ai pesci" sulla facciata di Casa Beust a Torbole sul Garda,
- 60 quadri biblici per la "Preussischesn Hauptbibelgesellschaft",
- Nove ritratti dei rettori dell'università di Tuebingen,
- Crocifissione sull'altare di Liebenberg,
- Kampffliegers/Freiherrn von Richthofen, -Barone Rosso-
- Kloster Lorch, Kircheninterieur,
- Haremsdamen mit steinstemmendem Adonis auf südlicher Meeresterrasse, "La prova"
- Waldteich im Herbst
- Fischer an südliche Küste beim Flicken ihrer Netze,
- Südliche Sommerlandschaft, links steht ein junger Mann,
- Uferlandschaft am Gardasee,
- Fünf leicht bekleidete Mädchen bewundern auf einer südlichen Terrasse,

Innumerevoli sono poi i disegni, pastelli, xilografie, acquarelli, carboncini e studi di nudi maschili.